# Карапузов Владислав Олександрович
Владислав Олександрович Карапузов (рос. Владислав Александрович Карапузов, нар. 6 січня 2000, Норильськ, Росія) — російський футболіст, вінгер московського «Динамо».
На правах оренди виступає за клуб «Нижній Новгород».

## Ігрова кар'єра

### Клубна
Владислав Карапузов народився у Норильську але згодом разом з родиною переїхав до Москви, де й почав займатися футболом. З 2005 року Владислав займався у футбольній академії столичного «Локомотива». Але за основу клубу не зіграв жодного матчу, провівши один сезон у фарм - клубі «Локомотива» - «Казанка».
У 2019 році футболіст приєднався до молодіжної команди московського «Динамо». Саме в цьому клубі Карапузов дебютував на професійному рівні. Сталося це 27 червня 2020 року у матчі чемпіонату країни проти ЦСКА. Другу половину сезону 2020/21 футболіст провів в оренді, граючи за «Тамбов». Наступний сезон футболіст також провів в оренді - у грозненському «Ахматі».
8 серпня 2022 року Карапузов підписав з «Динамо» новий контракт, розрахований до 2025 року. Та вже через місяць, у вересні футболіст повернувся до «Ахмата» з новим терміном оренди до кінця сезону.
У серпні 2023 року Карапузов на правах оренди перейшов до клубу «Нижній Новгород». Оренда розрахована до кінця сезону з правом подальшого викупу контракту гравця.

### Збірна
З 2016 року Владислав Карапузов захищав кольори юнацьких збірних Росії.
У 2021 році провів п'ять поєдинків у складі молодіжної збірної Росії.